# 華盛頓鎮區 (密蘇里州卡羅爾縣)
華盛頓鎮區（英語：Washington Township）是位於美國密蘇里州卡羅爾縣的一個行政鎮區。

## 地方資料
華盛頓鎮區的面積為93.61平方千米，皆為陸地。根據2020年美國人口普查的數據，當地共有人口237人，而人口密度為每平方千米2.53人。